# Élections régionales de 1982 en Hesse
Les élections régionales de 1982 en Hesse (en allemand : Landtagswahl in Hessen 1982) se tiennent le 26 septembre 1982, afin d'élire les 110 députés de la 10e législature du Landtag, pour un mandat de quatre ans.
Le scrutin est marqué par une nouvelle victoire de la CDU à la majorité relative, l'émergence des Grünen et l'expulsion du FDP du Landtag. Aucune majorité ne se dégageant, le ministre-président Holger Börner du SPD assure la gestion des affaires courantes.

## Contexte
Aux élections régionales du 8 octobre 1978, la CDU d'Alfred Dregger vire en tête pour la deuxième fois consécutive, rassemblant 46 % des suffrages exprimés et 53 députés sur 110. Elle échoue ainsi à trois sièges de la majorité absolue.
La deuxième place revient au SPD du ministre-président Holger Börner, qui totalise 44,3 % des voix, ce qui lui permet de faire élire 50 parlementaires. Il est suivi du FDP, emmené par le ministre de l'Intérieur Ekkehard Gries et qui totalise 6,6 % des exprimés, soit sept élus au Landtag. Börner assure alors son maintien au pouvoir pour un deuxième mandat en reformant sa « coalition sociale-libérale ».
Le 11 mai 1981, le vice-ministre-président et ministre de l'Économie Heinz-Herbert Karry, membre du FDP, est abattu à Francfort-sur-le-Main par des membres de l'organisation terroriste d'extrême gauche Cellules révolutionnaires (RZ). Il est alors remplacé par Gries comme adjoint du chef du gouvernement.
Lors d'un congrès extraordinaire réuni en juin 1982 à Darmstadt, le Parti libéral-démocrate décide qu'il mettra un terme à sa coopération avec le SPD après les élections, et qu'il tentera de former une « coalition noire-jaune » avec la CDU. Le 17 septembre, à dix jours des élections en Hesse, le FDP annonce qu'il se retire de la « coalition sociale-libérale fédérale » — qu'il forme depuis 1969 avec le Parti social-démocrate — afin de renouveler son alliance avec l'Union chrétienne-démocrate.

## Mode de scrutin
Le Landtag est constitué de 110 députés (en allemand : Mitglied des Landtags, MdL), élus pour une législature de quatre ans au suffrage universel direct et suivant le scrutin proportionnel d'Hondt.
Chaque électeur dispose d'une voix, qui compte double : elle lui permet de voter pour un candidat de sa circonscription, selon les modalités du scrutin uninominal majoritaire à un tour, le Land comptant un total de 55 circonscriptions ; elle est alors automatiquement attribuée au parti politique dont ce candidat est le représentant.
Lors du dépouillement, l'intégralité des 110 sièges est répartie en fonction des voix attribuées aux partis, à condition qu'un parti ait remporté 5 % des voix au niveau du Land. Si un parti a remporté des mandats au scrutin uninominal, ses sièges sont d'abord pourvus par ceux-ci.
Dans le cas où un parti obtient plus de mandats au scrutin uninominal que la proportionnelle ne lui en attribue, la taille du Landtag est augmentée jusqu'à rétablir la proportionnalité.

## Campagne

### Principaux partis
| Parti | Parti                                                                              | Chef de file                             | Résultat en 1978           |
| ----- | ---------------------------------------------------------------------------------- | ---------------------------------------- | -------------------------- |
|       | Union chrétienne-démocrate d'Allemagne Christlich Demokratische Union Deutschlands | Alfred Dregger                           | 46,0 % des voix 53 députés |
|       | Parti social-démocrate d'Allemagne Sozialdemokratische Partei Deutschlands         | Holger Börner (Ministre-président)       | 44,3 % des voix 50 députés |
|       | Parti libéral-démocrate Freie Demokratische Partei                                 | Ekkehard Gries (Ministre de l'Intérieur) | 6,6 % des voix 7 députés   |

## Résultats

### Voix et sièges
| Parti                             | Parti                                        | Voix      | Voix  | Sièges | Sièges        | Sièges | Sièges | Sièges        |
| Parti                             | Parti                                        | Votes     | %     | MU1    | +/-           | Liste  | Total  | +/-           |
| --------------------------------- | -------------------------------------------- | --------- | ----- | ------ | ------------- | ------ | ------ | ------------- |
|                                   | Union chrétienne-démocrate d'Allemagne (CDU) | 1 580 989 | 45,62 | 33     | 4             | 19     | 52     | 1             |
|                                   | Parti social-démocrate d'Allemagne (SPD)     | 1 483 930 | 42,82 | 22     | 4             | 27     | 49     | 1             |
|                                   | Les Verts (Grünen)                           | 278 450   | 8,03  | 0      | en stagnation | 9      | 9      | 9             |
|                                   | Parti libéral-démocrate (FDP)                | 106 901   | 3,08  | 0      | en stagnation | 0      | 0      | 7             |
|                                   | Parti communiste allemand (DKP)              | 12 625    | 0,36  | 0      | en stagnation | 0      | 0      | en stagnation |
|                                   | Parti ouvrier européen (EAP)                 | 2 377     | 0,07  | 0      | en stagnation | 0      | 0      | en stagnation |
|                                   | Indépendants                                 | 221       | 0,01  | 0      | en stagnation | 0      | 0      | en stagnation |
|                                   |                                              |           |       |        |               |        |        |               |
| Votes valides                     | Votes valides                                | 3 465 493 | 99,06 |        |               |        |        |               |
| Votes blancs et nuls              | Votes blancs et nuls                         | 32 914    | 0,94  |        |               |        |        |               |
| Total                             | Total                                        | 3 498 407 | 100   | 55     | en stagnation | 55     | 110    | en stagnation |
| Abstentions                       | Abstentions                                  | 552 254   | 13,63 |        |               |        |        |               |
| Nombre d'inscrits / participation | Nombre d'inscrits / participation            | 4 050 661 | 86,37 |        |               |        |        |               |

### Conséquences
Alfred Dregger renonce à la présidence régionale de la CDU après avoir échoué quatre fois à conquérir le pouvoir. Il est remplacé par le bourgmestre de Francfort-sur-le-Main Walter Wallmann, qui propose sans succès au SPD de former une « grande coalition ». Holger Börner assure donc la gestion des affaires courantes, et échoue à faire voter la loi de finances pour 1983. Il obtient l'appui des Grünen pour faire voter une loi budgétaire provisoire, puis le Landtag vote sa dissolution face à son incapacité à investir un ministre-président.